# Gletscherbahn 2

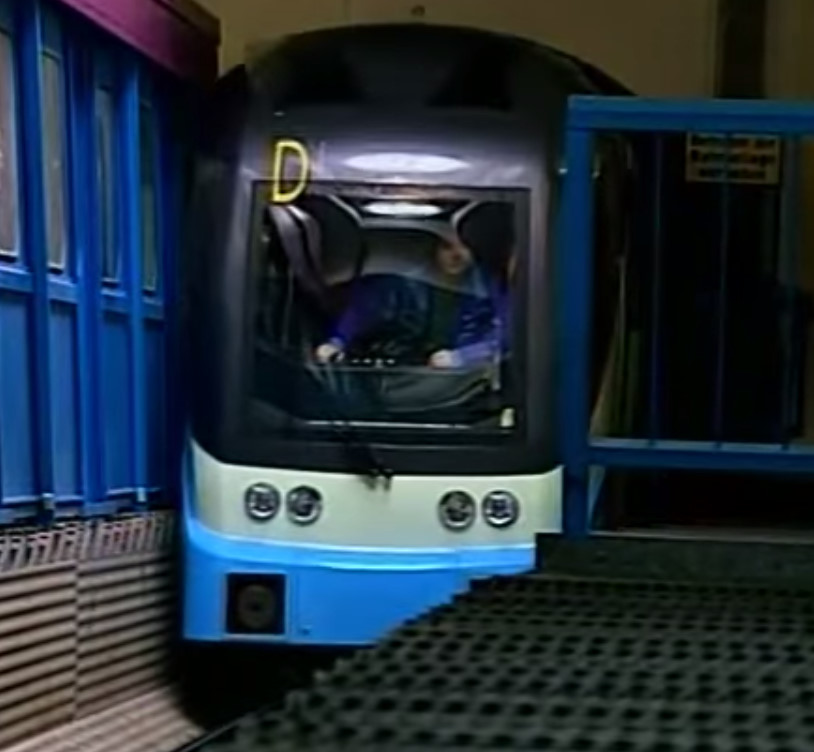
Een treinstel van de gletscherbahn 2

De Gletscherbahn 2 was een kabelspoorweg in het Oostenrijkse Kaprun die dienstdeed van 1974 tot 2000. De lijn verbond Kaprun met Kitzsteinhorn. De baan had een lengte van 3900 meter, waarvan 3300 meter door een tunnel liep. De rit duurde ongeveer 10 minuten.
In 1993 werd er nieuw materieel ingezet. De spoorweg had 2 tweedelige treinen die een capaciteit van 180 passagiers hadden. De treinen droegen beiden een naam, namelijk: de 'Kitzsteingams' en de 'Gletscherdrachen'.
De spoorweg werd gesloten na een dodelijke brand in de tunnel op 11 november 2000, waarbij 155 mensen om het leven kwamen. 12 mensen overleefden de ramp. De baan is hierna nooit heropend. Rond 2015 waren de baan en de draagconstructie onder de tunnel afgebroken.